# Pelluco

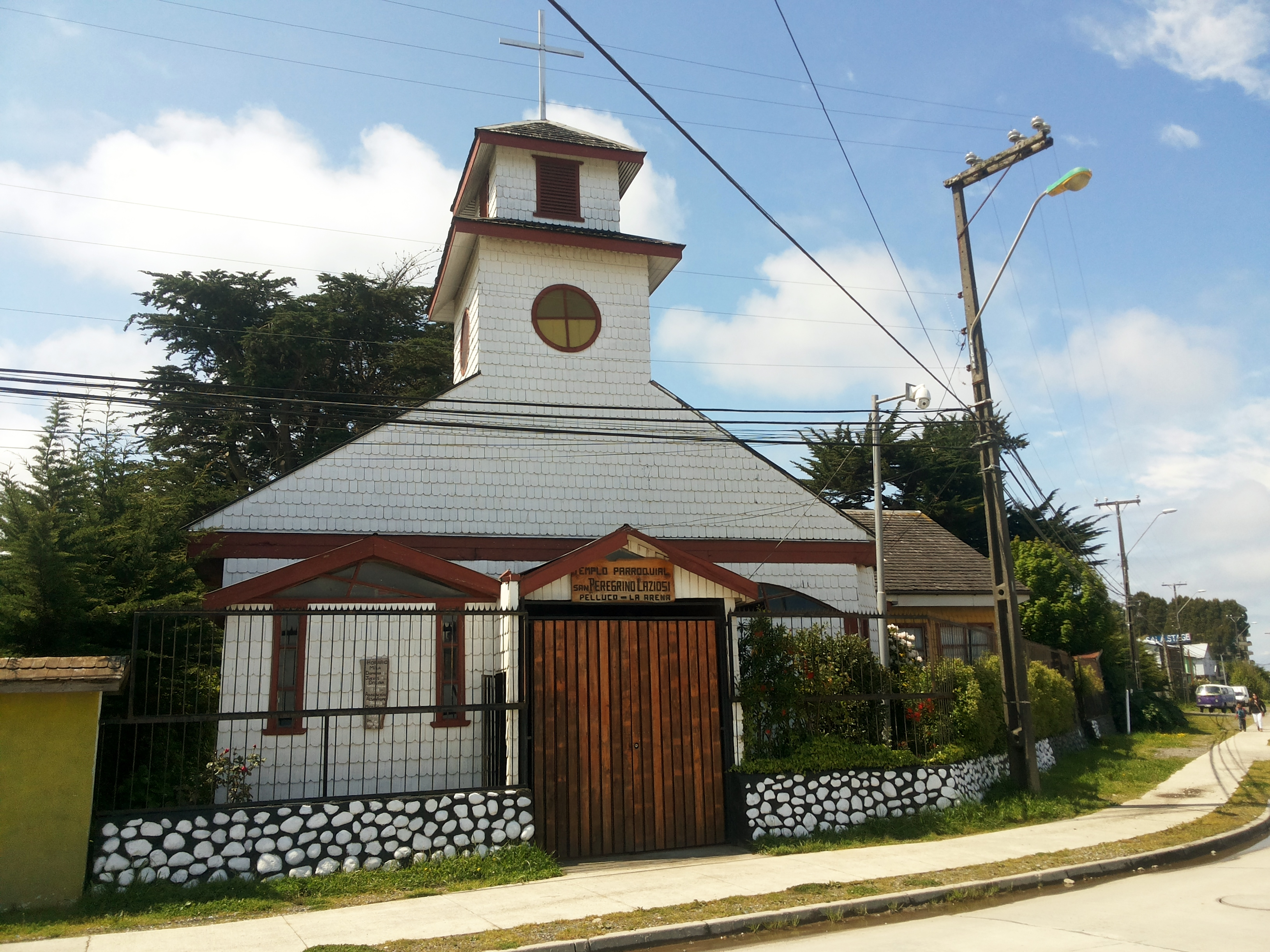
San Peregrino Laziosi, templo parroquial de Pelluco.

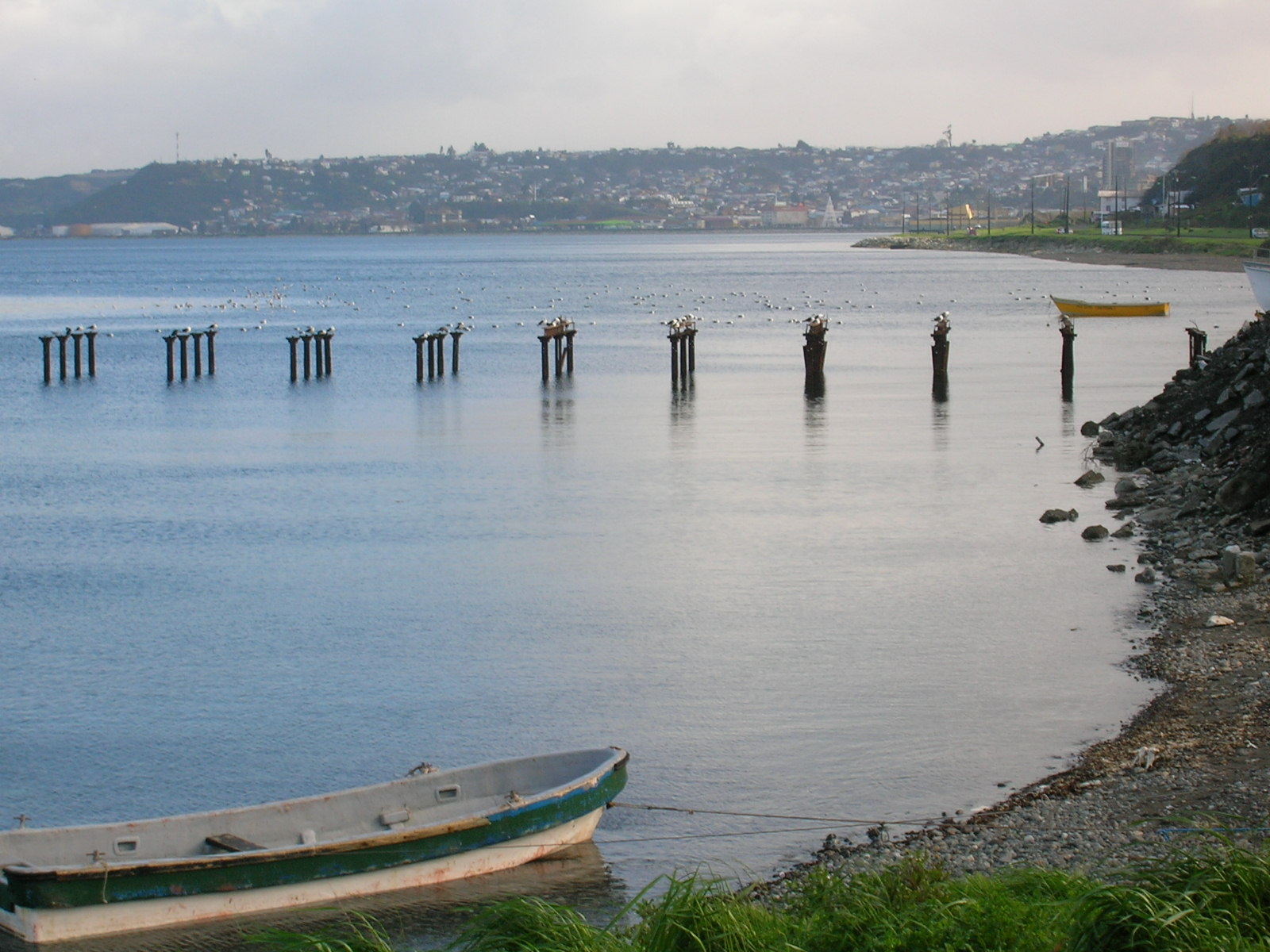
Puerto Montt desde Pelluco.

Pelluco (mapuche: pellu=choro, mejillón, y co=agua, estero) es una localidad y balneario de Chile situado a 4 km al este de Puerto Montt, provincia de Llanquihue, ruta principal de conexión con la Carretera Austral.

## Características
Antiguo balneario fundado por familias de la alta sociedad, el sector está dominado por grandes casas, departamentos y condominios de la clase media y alta puertomontina, con variada gastronomía y clubes nocturnos; en él se encuentra la Sede Puerto Montt de la Universidad Austral de Chile.
Como Puerto Montt no tiene grandes playas, la de Pelluco "es la mejor alternativa para bañarse durante el verano y para que los turistas disfruten de una oferta de cabañas y restaurantes frente al mar". Cuando baja la marea, la playa crece mucho debido al poco desnivel que presenta el litoral; el lugar, abrigado, determina su poco oleaje y sus aguas calmas. 
A principios de 2016 comenzaron los trabajos para construir una doble vía de Puerto Montt a Pelluco; a finales de año las obras había avanzado en cerca del 25%.
La iglesia de la Santa Cruz es el templo de la parroquia san Peregrino Laziosi de Pelluco.
Luis Corvalán, senador (1981-1973) y secretario general del Partido Comunista de Chile entre 1958 y 1990, nació en Pelluco.